# スタッド・ミュニシパル・ド・マハマシナ
- スタッド・ミュニシパル・ド・マアマシナ

スタッド・ミュニシパル・ド・マハマシナ（仏: Stade Municipal de Mahamasina）は、マダガスカルの首都アンタナナリボにあるスタジアムである。
ASアデマやAJESAIAなど、アンタナナリボを本拠地とするクラブがホームスタジアムとしている。また、ラグビー場としても使用されている。

## 使用
主にラグビーやサッカーの試合に使用され、最大収容人員は、22,000人である。 

## 死亡事故
2005年3月6日、CAFチャンピオンズリーグ20051回戦第1試合、マダガスカルのUSJFラヴィナ vs. 南アフリカ共和国のカイザー・チーフスFC戦において群衆事故が起こり、2人が死亡し45人の負傷者を出した
。2007年にはインド洋諸島ゲームズのメイン会場となった。
2016年6月26日、場内で行われた無料コンサートで爆破テロが起こり、2人が死亡し80人の負傷者を出した。
2018年9月8日、アフリカネイションズカップ2019予選のマダガスカル vs. セネガル戦で、観客が開門と同時になだれ込み大勢が殺到したことから、将棋倒しとなり、1人が死亡し37人が負傷する惨事となった 。